# Olavinlinna
Olavinlinna (en suec Olofsborg) que vol dir Castell de Sant Olaf és un castell construït el segle xv a la localitat de Savonlinna, Finlàndia. És el castell medieval de pedra construït més al nord del món. El castell està construït en una illa, a l'estret de Kyrönsalmi que connecta els llacs de Haukivesi i Saimaa.

## Construcció

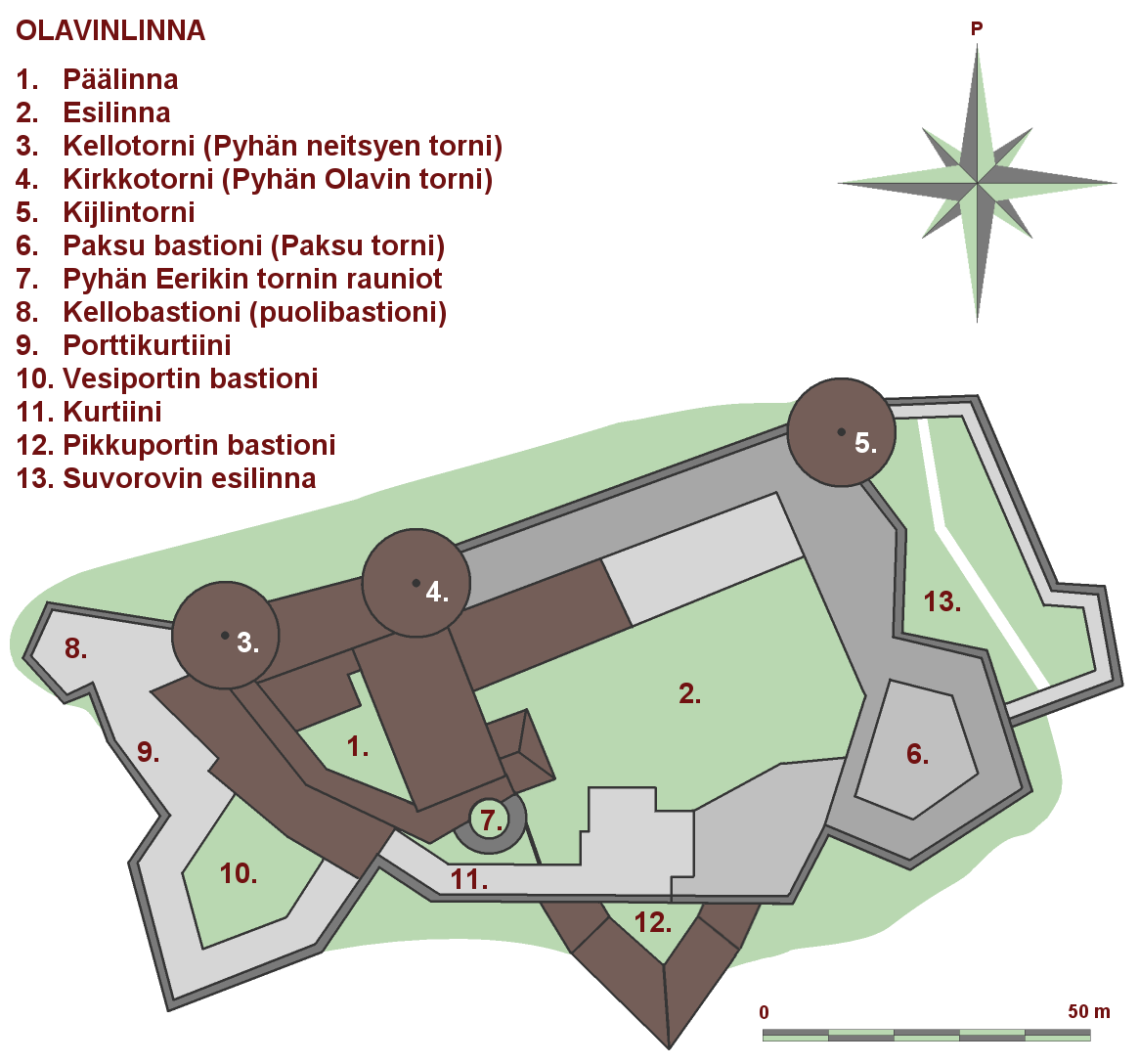
Plànol del Castell

La fortalesa va ser fundada per Erik Axelsson Tott, regent de Suècia, el 1475 sota el nom i l'advocació de Sant Olaf per tal de fixar i reforçar la frontera de Suècia davant de la conquesta de la República de Nóvgorod per part d'Ivan III. Està situat a la regió històrica de Savonia i en una zona que quedava fora del domini suec en el Tractat de Nöteborg. Es va escollir com a emplaçament una illa amb forts corrents a cada costat, cosa que la feien molt més defensable, ja que a l'hivern, fins i tot, els corrents fan que l'aigua no es geli i el castell esdevingui més inexpugnable.
En una de les cartes de Tott de 1477 s'inclou una menció als constructors estrangers que treballaven a Olofsborg, concretament de Tallinn, que tenien experiència després d'haver expandit les fortificacions d'aquesta ciutat, la construcció del saló reial, amb volta de pedra, és una mostra de l'actuació d'aquests obrers. Fou el primer castell suec proveït amb torres circulars que podien suportar bé el foc dels canons. Originalment, comptava amb cinc torres, però una fou destruïda, mentre que l'altra es va derruir en època russa per construir el poderós baluard que vigila el costat est.

## Història

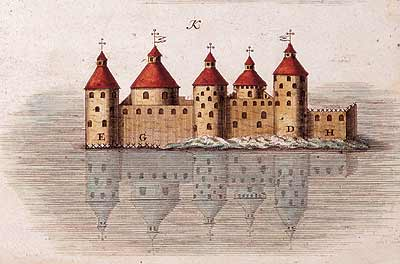
El castell a finals del

Olofsborg va partir diversos setges per part de les forces russes durant la primera i la segona guerra Russosueca. Gràcies a la protecció del castell es va iniciar un comerç bastant potent a finals del segle xvi que van permetre que Savonlinna obtingués la carta de ciutat el 1639.
El 28 de juliol de 1714, la guarnició va capitular davant de les tropes invasores russes en el marc de la Gran Guerra del Nord, però el 1721 el castell va passar de nou a mans sueques. El 1743 fou novament conquerit pels russos després de només dos dies de lluita en una nova guerra entre els suecs i els russos. Aquesta guerra es va acabar amb el Tractat d'Åbo, on s'establia tota cedir tota la regió a la tsarina Elisabet I de Rússia. El 1788 els suecs van intentar sense èxit prendre el castell. En mans dels russos el castell va partir nombroses modificacions, que han donat l'aspecte actual de fortalesa baluardada amb només tres torres, que foren alçades amb una construcció de totxo a fi que fossin elements de guaita, alhora que va perdre tot el seu valor estratègic, ja que se situa massa a l'interior.
El 1850 fou convertit en presó i durant la dècada de 1860 va partir dos incendis que el van malmetre. Al segle xx fou desmilitaritzat i es va començar a restaurar, obres que van acabar el 1975.

## Turisme

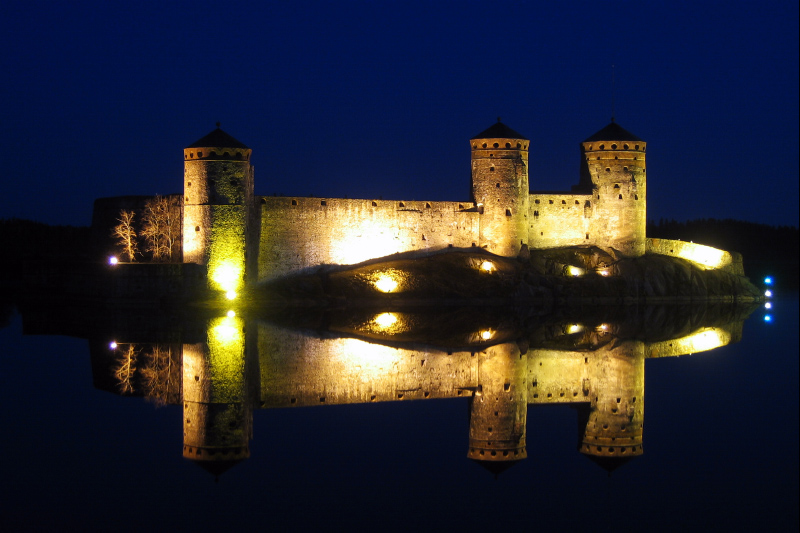
El castell de nit

Actualment, el castell és un monument turístic de primer ordre, amb visites guiades i lliures. A més, és la seu de petites exposicions, que inclouen el Museu del Castell, i que mostren elements que s'han trobat al castell o hi estan relacionats; també una exposició de peces ortodoxes, tant de Finlàndia com de Rússia. A més, és la seu del Festival d'Òpera de Savonlinna, que té lloc anualment cada estiu des de 1912 (per bé que ha patit interrupcions).
Com a anècdota dir que Olavinlinna és el model inicial per al Castell de Kropow, del còmic de Tintín, El ceptre d'Ottokar.